# 法门镇
法门镇，是中华人民共和国陕西省宝鸡市扶风县下辖的一个乡镇级行政单位。2019年被评为中国文化百强镇。

## 行政区划
法门镇下辖以下地区：
法门寺文化景区社区、美阳村、庄白村、姚家村、云塘村、齐村、马家村、杜城村、官务村、宝塔村、三驾村、南佐村、均谊村、建和村、斜里村、周家村、杜家村、云岭村、农林村、东桥村、刘家村、黄堆村、永安村、西龙村、张家村、冯家村、赵家村和墩底村。